# プレスリリース

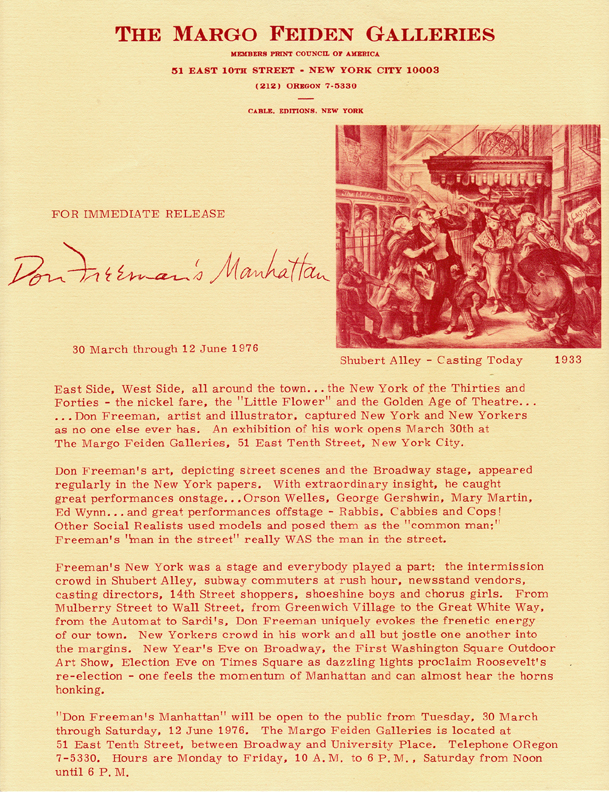
Margo Feiden Galleries での博覧会に関するプレスリリース。（1976年、ニューヨーク）

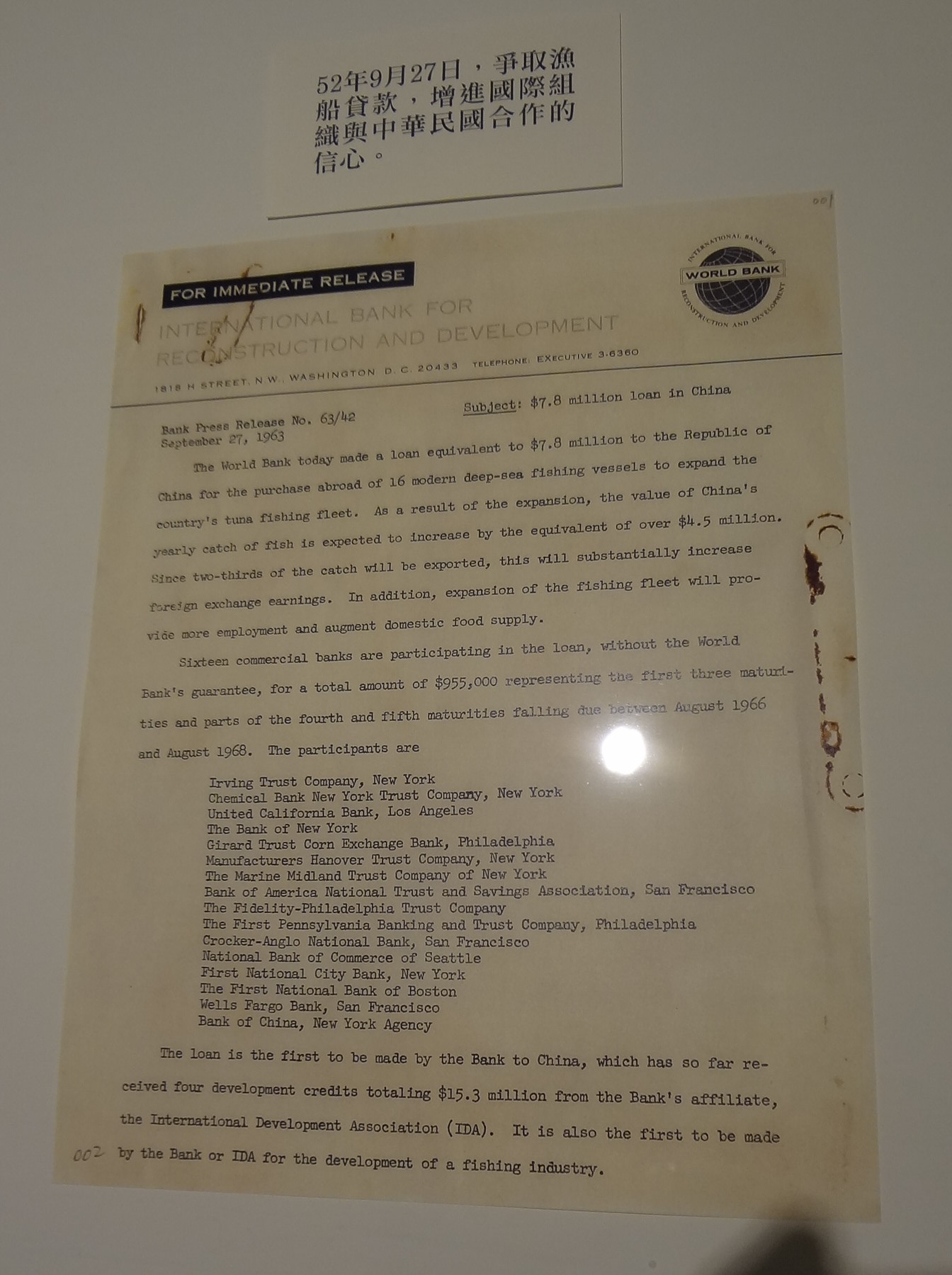
世界銀行プレスリリース文書の例

プレスリリース（英語: press release）とは、報道機関に向けた、情報の提供・告知・発表のこと。「ニュースリリース」（news release）、「報道発表」とも。
英語の「プレス」（press）は元々「新聞」または「新聞社」も意味し（それが転じて「報道機関」というニュアンスで用いて）、「リリース」（release）は「発表」「公開」「放出」を意味する。

## 概説
プレスリリースの発表には、ファクシミリ送信、郵送、文書の直接配布（投げ込み）、記者会見などの方法が用いられ、（ここ20年ほどでは）電子メールで行うことや、電子メールとインターネットの自社ウェブサイトの情報掲載を組み合わせて行われる割合も増えてきている。
企業では、一般的に広報部門の担当者（「広報担当（者）」）、IR部門の担当者、マーケティング部門の担当者などがリリースを行っていることが多い。政府などでは、広報担当者が行ったり、あるいは報道官などが行うことがある。
プレスリリース文書の作成、およびそれを報道各社に届ける仕事を、企業から請け負っている会社もある。
プレスリリースと報道機関側の選択
ほとんどのプレスリリースは、実際には記事にしてもらえない。発表する側の組織内では「重要な情報」だと思われている事柄でも、報道機関や通信社に「記事にするに値しない」（たとえば「ニュース性が無い」「掲載に値しない」「消費者が関心を持っていない」など）と判断されれば、記事にはならない。メディアの掲載可能スペースも限られており、情報を読者や視聴者に「届けるに値するもの」と「届けるに値しないもの」に、それぞれの判断で取捨選択することも、報道機関や通信社の重要な仕事である。
記事にするかしないかは、報道機関・通信社側の判断である。報道機関から見れば、毎日多数のプレスリリースが届いており、その中から記事にしたいものだけを選択し、それについて取材を行って記事にする。選択されなかったプレスリリースは保存され、多くはそのままになってしまうが、場合によってはしばらくたってから記事にされることもある。
プレスリリースと投資
投資家にとって、プレスリリースは投資、たとえば当該会社の株券の売買、当該行政組織の債権（国債、地方債など）や通貨の売買の判断を行う上で、重要な情報源となる。
なお上場企業の場合には、証券取引所の規則によって決算短信の仕方が定められているが、この決算短信は投資家への（直接の）情報公開の機能もあるうえ、プレスリリースの機能を兼ねており、報道機関への情報開示の機能も果たしている。

## 様々な手法
まず、誤解を生まないように、数的に多い手法、実際的には最も多く用いられている手法から説明する。

### FAX送付、電子メール送付
世の中で一番多く行われているプレスリリース手法である。
“普通の”案件、よくあるような案件の場合、たとえば企業の（しばしばありがちな）新規製品や新サービスの発表、ちょっとした人事異動等の場合は、ファクシミリ・電子メール・手紙で報道機関に送付する。報道機関には一般に、プレスリリース用のFAX番号や電子メールアドレスがあるので、それを調べて個々に送信する方法がある。PR会社の配信代行サービスを使い、広報資料を送ることも可能である。

### 記者室での「投げ込み」
官公庁や公社などの場合は、内部に記者クラブ（記者室）があるので、記者室の各記者の机の上や棚にプレスリリース文書を配ることをもって「発表」とする方法がある。企業の決算発表では（多数の記者の出席が見込まれるような特に大きな大企業を除き）資料投函のみを行う、という方法がある。
自社内に記者クラブを持たない民間企業の場合は、業種に応じて業界団体・経済団体の記者クラブの会員企業となることができ、記者室が設置されている県庁や市役所、証券取引所などの記者クラブへ出向いて発表を行う方法もある。
「投げ込み」は紙に印字された文書で行われるわけだが、インターネットの利用が一般化してからは、以下に説明するが、記者にとって記事作成時に文字データ、グラフデータなどを使いやすいウェブサイト上の文書のほうが重宝されるようになってきている。

### ウェブページとのリンク
最近は、記者クラブで配布したのと全く同じ資料を、自社の公式ウェブサイトに掲載する官庁・企業が多い。ウェブサイトの中にプレスリリースのコーナーを設けており、ウェブページをウェブブラウザーで閲覧可能にすることによって、利用者の便を図っていることも多い。
記者クラブでの資料配布は、それ以前に情報公開していないことが前提であるため、ウェブサイトへの掲載は、記者クラブでの資料配布と同時刻あるいはそれ以降に行われる。
発表する側から見れば、テレビや新聞などのマスメディアでは、プレスリリースがあっても報道されるとは限らない上、報道されても、全体の一部に過ぎない場合がある。また発表側の意図とは違った報道がなされることもある。インターネットで公開することにより、発表の一部をまとめられたり、切り取られることなく、原文どおり公開することができる。
情報を受け取る側からすれば、企業や自治体などからのプレスリリースを、原文で読めるというのが大きなメリットである。かつてはマスコミ関係者しか手に入らなかったり、手に入れることができるにせよ多大な手間がかかっていたが、インターネットさえあれば、いつでも最新の情報を原文のまま手に入れることができる。前節にあるように、これまでマスメディアの「一方的な選択」によって「ゴミ箱行き」とされていたものも、一般人が知ることができるようになった。
インターネットでプレスリリースを配信する手段としてはHTMLやPDF、ストリーミングによる映像・音声配信がある。
ウェブサイト上での過去のプレスリリースの保存期間は、数か月で削除する企業から、10年以上に渡って保存している企業まで様々である。

### 記者会見

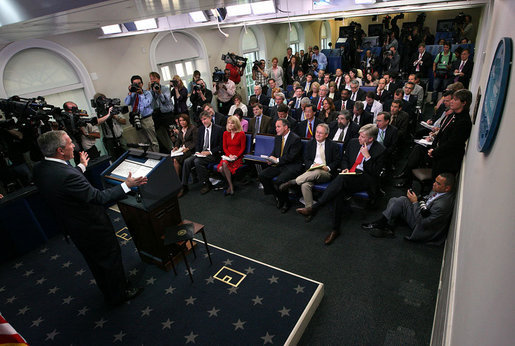
記者会見の例。ブッシュ大統領が2007年10月17日にJames S. Brady Press Briefing Roomで開いた記者会見。

大きな組織や政府機関が、社会的に見てかなり重要な内容、社会的影響が大きいと判断される内容の発表をするときは「記者会見」を開く。誤解の無いように説明しておくと、全プレスリリースのうち記者会見が行われているのは、あくまでごくごく一部である。（もしも仮に記者会見がプレスリリースの主たる手法だと思えているのなら、テレビなどを見ている人間にこちらの印象ばかりが強く残っていて、錯覚が起きているにすぎない）
官公庁や公社などの場合、内部に記者クラブ（記者室）があるので、そこで行う。また、民間企業のことでも、特に大きな社会問題・関心事となっている場合（各報道機関の記者の側のほうが、自主的に張り付くほどの状態になっている場合）は、記者クラブが会見開催要望を出して、本社の大会議室や講堂に、長テーブルと椅子を置くなどして、急ごしらえの会見場を設けることもある。
経済指標や統計、現物を持ち込むことができない（大型の）工業製品の発表など、発表内容と発表場面との関連性が薄い場合はカメラ撮影は行われず、いたって落ち着いた雰囲気で行われる。
社会の側の注目度の高い製品発表の場合は、華やかな雰囲気となる。
不祥事が発生した謝罪会見の場合は、カメラのフラッシュや照明を浴びながら、緊迫した雰囲気での会見となる。記者からも厳しい質問が飛び出すことになる。
発表する側も質問する側も、発言内容には注意をする必要があり、不正確・不用意な発言をすると、取り返しのつかないことになってしまうこともある。
また、記者会見中に事件が起きたりすると、肝心のプレスリリースの内容自体がメディアにのらず、他の話題ばかりが報道されることにもなりかねない。